# Dorna Candrenilor
Dorna Candrenilor – wieś w Rumunii, w okręgu Suczawa, w gminie Dorna Candrenilor. W 2011 roku liczyła 1356 mieszkańców.